# Евгения Ангелова
Евгения Ангелова е българска актриса, кукловодка и режисьорка на дублажи.

## Биография
Родена е в град Пловдив. През 2007 г. завършва Хуманитарната гимназия „Св. св. Кирил и Методий“.
Първоначално следва социология в Софийския университет, но през 2008 г. кандидатства в НАТФИЗ „Кръстю Сарафов“ заради облог. Приета е в специалността „Актьорско майсторство за куклен театър“ в класа на проф. Жени Пашова и доц. Петър Пашов.  Завършва през май 2012 г.
През 2016 г. Ангелова е номинирана за наградите „Икар“ в категорията „Индивидуално постижение в кукленото изкуство“ за ролята си на Вещицата в „Огнивото“. Същата година играе главната героиня във филма „Тя, която маха от влака“ по „Кристин, която маха от влака“ на Георги Господинов.
През 2018 г. играе главна роля в документалния филм „Непознати“ на режисьора Камелия Петрова.

## Участия в театъра
Куклен театър „НАТФИЗ“
- „Вагабондо“ от Карел Чапек – режисьор проф. Жени Пашова, постановка доц. Петър Пашов[7]

Държавен куклен театър Сливен
1. „Ех, : ) Льобофф“ – автор и режисьор Бианка Бенковска[8]
2. „Джуджето Дългоноско“ – режисьор Бисерка Колевска[9]
3. Вещицата в „Огнивото“ от Ханс Кристиан Андерсен – режисьор Бисерка Колевска[10]
4. „Телефон 112“ от Теодора Попова – режисьор Ефимия Павлова[11]
5. „Приказка за щастието“ от Изабела Дегурска – превод и режисура Елжбета Ейсимонт[12]
6. „Коледният бал на Пепеляшка“ – автор и режисьор Ефимия Павлова[13]
7. „Имало едно време“ от Елена Хрусанова – режисьор Бианка Бенковска[14]
8. „Омагьосан сън“ – постановка доц. Петър Пашов и проф. Жени Пашова[15]
9. „Петър и змеят“ от Нечкова – Фингарова – режисьор Елица Петкова[16]
10. „Хей, яцичек“ от Дейзи Мразкова – режисьор Елза Лалева[17]

Столичен куклен театър
1. „Джуджето Дългоноско“ – режисьор Бисерка Колевска[18]
2. „Омагьосан сън“ – постановка доц. Петър Пашов и проф. Жени Пашова[19]
3. Вещицата в „Огнивото“ от Ханс Кристиан Андерсен – режисьор Бисерка Колевска[20][21]

Театър 199 „Валентин Стойчев“
1. 2019 – „Малката кибритопродавачка“ от Ханс Кристиан Андерсен – постановка Анна-Валерия Гостанян[23][24][25]
2. 25 февруари 2024 г. – „Кики и Бозо“ от Андреа Вълеан – постановка Любомир Желев, превод Андрей Филипов[26]

## Кариера в дублажа
От 2018 г. Ангелова се занимава и с нахсинхронен дублаж на филми и сериали в студио „Про Филмс“. Озвучава анимационни и игрални сериали за детските канали „Картуун Нетуърк“ и „Никелодеон“, както и филми за кината. Освен това тя е и режисьорка на нахсинхронни дублажи. През кариерата често работи с Ангелина Русева и Марио Иванов.

## Филмография
- „Тя, която маха от влака“ (2016)
- „Непознати“ (2018)

## Участия в музикални клипове
- 22 юни 2017 г. – „Самонедейменервиратака (Пикник)“ (Стефан Вълдобрев и Обичайните заподозрени), режисьор: Камелия П. Петрова[27]